# 凪ひかる
凪 ひかる（なぎ ひかる、1997年4月6日 - ）は、日本のAV女優である。エイトマン所属。旧芸名は、有栖花 あか（あすか あか）、汐世（しおせ）。

## 経歴
2020年7月31日発売の写真週刊誌『FRIDAY』（2020年8月14日号、講談社）を皮切りにヌードグラビアが各週刊誌に掲載され、同年9月発売の写真集「Big Baby」で芸能界デビュー。
2020年10月、「とにかく顔が美形--、とにかく乳が美形--」をキャッチコピーに、S1 NO.1 STYLEからAVデビュー。
2020年12月、「FLASH 読者300名が選ぶ2020年現役セクシー女優BEST100」読者投票・第20位、巨乳部門7位にそれぞれ選出。

光文社『FLASH』発表の2021年セクシー女優ランキング第41位。
2021年12月14日、芸名を「有栖花あか」から「汐世」（しおせ）に改名したこと、所属事務所は引き続きティーパワーズ所属であることを自身のTwitterで報告した。
2022年5月に発表されたアサヒ芸能「2022現役AV女優SEXY総選挙」で第14位。
2022年11月7日、芸名を「汐世」から「凪ひかる」に改名し、所属事務所をエイトマンに所属したことを自身のTwitterで報告した。
2023年5月に発表されたアサヒ芸能「2023現役AV女優SEXY総選挙」第41位。同誌ではランキングトップ10を狙える女優だが、改名の多さが順位に響いたと分析している（改名直後のアンケート調査だったため）。
2024年4月発売『アサヒ芸能』発表「2024現役AV女優セクシー総選挙」において総合34位。
FANZA通販フロア2024年11月度月間女優ランキング10位。

## 人物
趣味はアニメ鑑賞、ゲーム、犬・猫と遊ぶこと、特技はすぐに寝ることができること。
AV出演を決意したきっかけは、以前からAVに興味があり、挑戦したかったから。デビュー当時は受け身であったが、3作目では自ら攻めるシーンがあり、攻めるのは苦手意識があったが楽しかった。
中学校2年生まではAカップ程度でブラもつけていなかったが、中学校3年生ごろから急激に大きくなりDカップからEカップ程度まで大きくなった。高校に入るとHカップまで成長した。初体験は高校1年生で一つ上の先輩、初パイズリは高校2年生のとき。また、AVソムリエの渋江譲二は「どの体位でもダイナミックに暴れまくるさまはもはやエンターテインメント」と胸の大きさを評論している。
インタビューで、芸名を「有栖花あか」から「汐世」に改名した理由について「AV女優への意識の変化」「AV女優として生きていきたい」と述べ、「本当は本名にしたかった」とも答えている。

## 作品

### アダルトビデオ
| 発売日              | タイトル | 規格                | 品番                | 備考                |
| 「有栖花 あか」名義 | 「有栖花 あか」名義 | 「有栖花 あか」名義 | 「有栖花 あか」名義 | 「有栖花 あか」名義 |
| ------------------- | --- | ------------------- | ------------------- | ------------------- |
| 2020年10月7日       | 新人NO.1STYLE 有栖花あかAVデビュー | DVD                 | SSNI-887            |                     |
| 2020年10月7日       | 新人NO.1STYLE 有栖花あかAVデビュー | Blu-ray             | 9SSNI-887           |                     |
| 2020年11月7日       | Jカップ有栖花あかの初体験!初絶頂!初めて尽くしのめちゃイキ3本番                                                                                  | DVD                 | SSNI-914            |                     |
| 2020年11月7日       | Jカップ有栖花あかの初体験!初絶頂!初めて尽くしのめちゃイキ3本番                                                                                  | Blu-ray             | 9SSNI-914           |                     |
| 2020年12月7日       | 交わる体液、濃密セックス 完全ノーカットスペシャル                                                                                               | DVD                 | SSNI-937            |                     |
| 2020年12月7日       | 交わる体液、濃密セックス 完全ノーカットスペシャル                                                                                               | Blu-ray             | 9SSNI-937           |                     |
| 2021年1月7日        | 激イキ113回!痙攣4400回!イキ潮1500cc!有栖花あかエロス覚醒 はじめての大・痙・攣スペシャル                                                         | DVD                 | SSNI-961            |                     |
| 2021年1月7日        | 激イキ113回!痙攣4400回!イキ潮1500cc!有栖花あかエロス覚醒 はじめての大・痙・攣スペシャル                                                         | Blu-ray             | 9SSNI-961           |                     |
| 2021年3月7日        | 常にノーブラ透けおっぱいで無自覚誘惑 【完全着衣】Jカップお姉さん                                                                                | DVD                 | SSIS-011            |                     |
| 2021年3月7日        | 常にノーブラ透けおっぱいで無自覚誘惑 【完全着衣】Jカップお姉さん                                                                                | Blu-ray             | 9SSIS-011           |                     |
| 2021年4月7日        | 105センチJカップを揺らし揉み舐め尽くすド迫力おっぱい堪能160分フルコース                                                                         | DVD                 | SSIS-034            |                     |
| 2021年4月7日        | 105センチJカップを揺らし揉み舐め尽くすド迫力おっぱい堪能160分フルコース                                                                         | Blu-ray             | 9SSIS-034           |                     |
| 2021年5月7日        | 最高級Jカップ"有栖花あか"がもてなす神乳堪能フルコース 風俗ランド                                                                                | DVD                 | SSIS-059            |                     |
| 2021年5月7日        | 最高級Jカップ"有栖花あか"がもてなす神乳堪能フルコース 風俗ランド                                                                                | Blu-ray             | 9SSIS-059           |                     |
| 2021年6月7日        | エロス最大覚醒！性欲が尽き果てるまで怒涛のノンストップ本気性交                                                                                  | DVD                 | SSIS-084            |                     |
| 2021年6月7日        | エロス最大覚醒！性欲が尽き果てるまで怒涛のノンストップ本気性交                                                                                  | Blu-ray             | 9SSIS-084           |                     |
| 2021年7月7日        | 美乳がポロリ 神乳美女のラッキーおっぱいハプニングSP                                                                                             | DVD                 | SSIS-111            |                     |
| 2021年7月7日        | 美乳がポロリ 神乳美女のラッキーおっぱいハプニングSP                                                                                             | Blu-ray             | 9SSIS-111           |                     |
| 2021年8月7日        | Jカップと噂の美人上司を部下の僕が出張先ホテルで寝取った絶倫性交の夜                                                                             | DVD                 | SSIS-139            |                     |
| 2021年8月7日        | Jカップと噂の美人上司を部下の僕が出張先ホテルで寝取った絶倫性交の夜                                                                             | Blu-ray             | 9SSIS-139           |                     |
| 2021年9月14日       | おっぱい誘惑で寝取られるボク主観映像！彼女の姉がノーブラ主義で我慢できない！！                                                                  | DVD                 | SSIS-175            |                     |
| 2021年9月14日       | おっぱい誘惑で寝取られるボク主観映像！彼女の姉がノーブラ主義で我慢できない！！                                                                  | Blu-ray             | 9SSIS-175           |                     |
| 2021年10月12日      | アナタの五感を刺激する有栖花あかのシコシコサポートラグジュアリー 肉感エロスで脳を満たす完全主観、Jカップ密着、ASMR淫語スペシャル                | DVD                 | SSIS-206            |                     |
| 2021年10月12日      | アナタの五感を刺激する有栖花あかのシコシコサポートラグジュアリー 肉感エロスで脳を満たす完全主観、Jカップ密着、ASMR淫語スペシャル                | Blu-ray             | 9SSIS-206           |                     |
| 2021年11月9日       | 究極快楽と大量唾液涎汁 イキ尽くした濡れ肉Jcupボディ                                                                                             | DVD                 | SSIS-235            |                     |
| 2021年11月9日       | 究極快楽と大量唾液涎汁 イキ尽くした濡れ肉Jcupボディ                                                                                             | Blu-ray             | 9SSIS-235           |                     |
| 2021年11月23日      | 有栖花あか初ベスト S1デビュー1周年記念 最新10タイトル8時間スペシャル                                                                            | DVD                 | OFJE-338            | 単体ベスト          |
| 2021年11月23日      | 有栖花あか初ベスト S1デビュー1周年記念 最新10タイトル8時間スペシャル                                                                            | Blu-ray             | 9OFJE-338           | 単体ベスト          |
| 2021年12月15日      | こんな爆乳に挟まれたい…男はそのパイズリに我慢できない。チ●ポをトロットロにするおっぱいビッチ                                                    | DVD                 | SSIS-264            |                     |
| 2021年12月15日      | こんな爆乳に挟まれたい…男はそのパイズリに我慢できない。チ●ポをトロットロにするおっぱいビッチ                                                    | Blu-ray             | 9SSIS-264           |                     |
| 「汐世」名義        | |                     |                     |                     |
| 2022年1月11日       | 最高の女と体液ドロッドロ舐めしゃぶり不倫性交 爆乳Jカップにむしゃぶりつきたいという煩悩には逆らえなかった…                                       | DVD                 | SSIS-294            |                     |
| 2022年1月11日       | 最高の女と体液ドロッドロ舐めしゃぶり不倫性交 爆乳Jカップにむしゃぶりつきたいという煩悩には逆らえなかった…                                       | Blu-ray             | 9SSIS-294           |                     |
| 2022年2月8日        | 彼女が不在の3日間、ボクは彼女の親友のJカップに我慢できず揉んで埋もれてひたすらハメまくった。                                                    | DVD                 | SSIS-319            |                     |
| 2022年2月8日        | 彼女が不在の3日間、ボクは彼女の親友のJカップに我慢できず揉んで埋もれてひたすらハメまくった。                                                    | Blu-ray             | 9SSIS-319           |                     |
| 2022年3月8日        | Jcupおっぱいを丸ごと性感帯に変えて極限まで感度を高めた恍惚キメセク大絶頂FUCK                                                                    | DVD                 | SSIS-345            |                     |
| 2022年3月8日        | Jcupおっぱいを丸ごと性感帯に変えて極限まで感度を高めた恍惚キメセク大絶頂FUCK                                                                    | Blu-ray             | 9SSIS-345           |                     |
| 2022年4月12日       | 無意識にJカップ誘惑してくる神乳極上メンズエステ                                                                                                 | DVD                 | SSIS-372            |                     |
| 2022年4月12日       | 無意識にJカップ誘惑してくる神乳極上メンズエステ                                                                                                 | Blu-ray             | 9SSIS-372           |                     |
| 2022年5月10日       | 最高プロポーションJカップ愛人と真昼間から深夜まで性欲に溺れる不倫性交                                                                           | DVD                 | SSIS-398            |                     |
| 2022年5月10日       | 最高プロポーションJカップ愛人と真昼間から深夜まで性欲に溺れる不倫性交                                                                           | Blu-ray             | 9SSIS-398           |                     |
| 2022年6月14日       | 絶対パイズリ挟射と追撃おっぱい射精で金玉枯れるまでヌイてくれる汐世式パイズリ専門風俗Special                                                     | DVD                 | SSIS-426            |                     |
| 2022年6月14日       | 絶対パイズリ挟射と追撃おっぱい射精で金玉枯れるまでヌイてくれる汐世式パイズリ専門風俗Special                                                     | Blu-ray             | 9SSIS-426           |                     |
| 2022年7月12日       | 出張先のポツンと一軒宿で軽蔑している中年セクハラ上司とまさかの相部屋に…朝まで続く絶倫性交に堕ちたJカップ新入社員                                | DVD                 | SSIS-455            |                     |
| 2022年7月12日       | 出張先のポツンと一軒宿で軽蔑している中年セクハラ上司とまさかの相部屋に…朝まで続く絶倫性交に堕ちたJカップ新入社員                                | Blu-ray             | 9SSIS-455           |                     |
| 2022年8月9日        | 10発射精しても、朝を迎えても、汐世のJカップでひたすら犯●れたい…                                                                                 | DVD                 | SSIS-484            |                     |
| 2022年8月9日        | 10発射精しても、朝を迎えても、汐世のJカップでひたすら犯●れたい…                                                                                 | Blu-ray             | 9SSIS-484           |                     |
| 2022年9月13日       | 汐世の10種類のJカップでオナニー中毒にしてア・ゲ・ル アナタだけにお届けする至高のおっぱい射精サポート220分                                       | DVD                 | SSIS-516            |                     |
| 2022年9月13日       | 汐世の10種類のJカップでオナニー中毒にしてア・ゲ・ル アナタだけにお届けする至高のおっぱい射精サポート220分                                       | Blu-ray             | 9SSIS-516           |                     |
| 2022年10月11日      | 素人参加Jカップパイズリ我慢企画 イクの我慢してご褒美エッチする?それとも追撃パイズリでもう一発イク?                                              | DVD                 | SSIS-547            |                     |
| 2022年10月11日      | 素人参加Jカップパイズリ我慢企画 イクの我慢してご褒美エッチする?それとも追撃パイズリでもう一発イク?                                              | Blu-ray             | 9SSIS-547           |                     |
| 2022年10月25日      | 汐世2ndBEST12タイトル12時間 | DVD                 | OFJE-382            | 単体ベスト          |
| 2022年10月25日      | 汐世2ndBEST12タイトル12時間 | Blu-ray             | 9OFJE-382           | 単体ベスト          |
| 2023年07月25日      | AV女優で圧倒的一位のJカップ 整い過ぎてる美人顔 汐世68本番BEST                                                                                   | DVD                 | OFJE-418            | 単体ベスト          |
| 2023年07月25日      | AV女優で圧倒的一位のJカップ 整い過ぎてる美人顔 汐世68本番BEST                                                                                   | Blu-ray             | 9OFJE-418           | 単体ベスト          |
| 「凪 ひかる」名義   | |                     |                     |                     |
| 2023年3月14日       | 男を虜にする無意識のたわわな誘惑 隠しきれないグラマラス着衣Jカップ                                                                              | DVD                 | SSIS-641            |                     |
| 2023年4月11日       | 全身が勃起する超鮮明エロティック映像4Ｋ機材撮影×Jcup神乳 凪ひかるのパーフェクトオナニーアシスト                                                 | DVD                 | SSIS-668            |                     |
| 2023年4月11日       | 全身が勃起する超鮮明エロティック映像4Ｋ機材撮影×Jcup神乳 凪ひかるのパーフェクトオナニーアシスト                                                 | Blu-ray             | 9SSIS-668           |                     |
| 2023年5月9日        | 激揉み! 激突き! 激いじり! Jcupブルンブルン揺れまくり神乳大痙攣3本番                                                                             | DVD                 | SSIS-703            |                     |
| 2023年5月9日        | 激揉み! 激突き! 激いじり! Jcupブルンブルン揺れまくり神乳大痙攣3本番                                                                             | Blu-ray             | 9SSIS-703           |                     |
| 2023年6月13日       | Jカップと噂の美人上司に宅飲み誘われて… そのまま3日3晩ヤリ続けた絶倫性欲のボクたち…                                                              | DVD                 | SSIS-742            |                     |
| 2023年6月13日       | Jカップと噂の美人上司に宅飲み誘われて… そのまま3日3晩ヤリ続けた絶倫性欲のボクたち…                                                              | Blu-ray             | 9SSIS-742           |                     |
| 2023年7月11日       | 1ヶ月の禁欲と焦らしで感度最高潮の豊満JカップBODYでイキまくる! 我慢の果ての大覚醒アクメトランス                                                  | DVD                 | SSIS-784            |                     |
| 2023年7月11日       | 1ヶ月の禁欲と焦らしで感度最高潮の豊満JカップBODYでイキまくる! 我慢の果ての大覚醒アクメトランス                                                  | Blu-ray             | 9SSIS-784           |                     |
| 2023年8月8日        | 焦らされ焦らされ限界を超えたフル勃起ペニスを至高のパイズリ大射精 凪ひかるのJカップ挟射サロン                                                    | DVD                 | SSIS-817            |                     |
| 2023年8月8日        | 焦らされ焦らされ限界を超えたフル勃起ペニスを至高のパイズリ大射精 凪ひかるのJカップ挟射サロン                                                    | Blu-ray             | 9SSIS-817           |                     |
| 2023年9月12日       | 教師のくせにクソデカなエロ乳してんだから俺らに犯●れて当然って、分かるよね?                                                                      | DVD                 | SSIS-858            |                     |
| 2023年9月12日       | 教師のくせにクソデカなエロ乳してんだから俺らに犯●れて当然って、分かるよね?                                                                      | Blu-ray             | 9SSIS-858           |                     |
| 2023年10月10日      | 柔乳Jカップをヌルットロにして殿方に絡める贅沢大量ローションソープ嬢                                                                             | DVD                 | SSIS-870            |                     |
| 2023年10月10日      | 柔乳Jカップをヌルットロにして殿方に絡める贅沢大量ローションソープ嬢                                                                             | Blu-ray             | 9SSIS-870           |                     |
| 2023年11月28日      | 出張先ホテルで美女上司2人とまさかの相部屋…ダブルJカップという神展開で朝まで爆乳に挟まれヌイてもらった奇跡の一夜                                 | DVD                 | SSIS-950            | 共演：鷲尾めい      |
| 2023年11月28日      | 出張先ホテルで美女上司2人とまさかの相部屋…ダブルJカップという神展開で朝まで爆乳に挟まれヌイてもらった奇跡の一夜                                 | Blu-ray             | 9SSIS-950           | 共演：鷲尾めい      |
| 2023年12月12日      | 凪ひかるのJカップを揉み、舐め、挟み、ブッカケまくる肉欲むき出し放題パイズリ温泉旅行                                                             | DVD                 | SSIS-927            |                     |
| 2023年12月12日      | 凪ひかるのJカップを揉み、舐め、挟み、ブッカケまくる肉欲むき出し放題パイズリ温泉旅行                                                             | Blu-ray             | 9SSIS-927           |                     |
| 2024年1月9日        | パイズリで発情する淫乱メイドに仕立てられた神乳Jcupお姉さん                                                                                      | DVD                 | SONE-012            |                     |
| 2024年1月9日        | パイズリで発情する淫乱メイドに仕立てられた神乳Jcupお姉さん                                                                                      | Blu-ray             | 9SONE-012           |                     |
| 2024年2月13日       | 向かい窓の無防備なJカップ（推定）お姉さんがある日、こちらの目線に気付いてイヤらしく微笑んだ。                                                   | DVD                 | SONE-054            |                     |
| 2024年2月13日       | 向かい窓の無防備なJカップ（推定）お姉さんがある日、こちらの目線に気付いてイヤらしく微笑んだ。                                                   | Blu-ray             | 9SONE-054           |                     |
| 2024年3月12日       | 凪ひかる 1周年記念作品 おっぱい大好きファン大集合!\|神乳Jカップで暴発パイズリ & 素人チ●ポ大乱交13発射スペシャル                                 | DVD                 | SONE-096            |                     |
| 2024年3月12日       | 凪ひかる 1周年記念作品 おっぱい大好きファン大集合!\|神乳Jカップで暴発パイズリ & 素人チ●ポ大乱交13発射スペシャル                                 | Blu-ray             | 9SONE-096           |                     |
| 2024年3月26日       | 絶世の神乳美女 凪ひかる 初ベストエスワン1周年 最新10タイトル12時間スペシャル                                                                    | DVD                 | OFJE-558            | 単体ベスト          |
| 2024年3月26日       | 絶世の神乳美女 凪ひかる 初ベストエスワン1周年 最新10タイトル12時間スペシャル                                                                    | Blu-ray             | 9OFJE-558           | 単体ベスト          |
| 2024年4月9日        | 大屈辱ネトラレ トラウマレベルで嫌いな元彼に媚薬飲まされキモいSEXで何十回もイカされる私                                                          | DVD                 | SONE-097            |                     |
| 2024年5月14日       | 【乳首・スペンス乳腺・ミルクライン】ひたすらおっぱい責め! 連続10時間!                                                                           | DVD                 | SONE-180            |                     |
| 2024年6月11日       | 「ウチになら泊まっていいわよ」終電なくなりデキる美人社長の自宅に…無防備Jカップ部屋着のギャップに興奮した僕はSEX交渉ゴリ押しで朝までハメ続けた。 | DVD                 | SONE-081            |                     |
| 2024年6月11日       | 「ウチになら泊まっていいわよ」終電なくなりデキる美人社長の自宅に…無防備Jカップ部屋着のギャップに興奮した僕はSEX交渉ゴリ押しで朝までハメ続けた。 | Blu-ray             | 9SONE-081           |                     |
| 2024年7月9日        | Kカップ秘書はなめくじ社長に全身舐め犯されてイキまくる                                                                                           | DVD                 | SONE-248            |                     |
| 2024年7月9日        | Kカップ秘書はなめくじ社長に全身舐め犯されてイキまくる                                                                                           | Blu-ray             | 9SONE-248           |                     |
| 2024年8月13日       | 最高の受け身オナニー体験へ!【超密着肉圧ASMR主観・見下し淫語射精管理JOI・ド迫力おっぱい映像】綺麗なKcupお姉さんの過激ちんしこサポート            | DVD                 | SONE-290            |                     |
| 2024年8月13日       | 最高の受け身オナニー体験へ!【超密着肉圧ASMR主観・見下し淫語射精管理JOI・ド迫力おっぱい映像】綺麗なKcupお姉さんの過激ちんしこサポート            | Blu-ray             | 9SONE-290           |                     |
| 2024年9月10日       | 終電逃してウチに泊まった同級生ー濡れ乳房で僕を誘惑、驚愕のKカップに朝まで狂ったように射精した。                                                 | DVD                 | SONE-340            |                     |
| 2024年10月8日       | 電車移動させられ痴漢の虜になってしまったKカップ美人モデル                                                                                       | DVD                 | SONE-385            |                     |
| 2024年11月12日      | 男の理性をぶっ壊すKカップ美人OLの無自覚な置きパイ誘惑                                                                                           | DVD                 | SONE-436            |                     |
| 2024年12月10日      | とんでもKカップ爆乳で挟んで肉ズリ!そのまま谷間に暴発させちゃう日常に潜むパイズリ狂いお姉さん                                                    | DVD                 | SONE-479            |                     |
| 2025年1月14日       | 1泊2日1000万円で凪ひかるを独占できる世界一ラグジュアリでファビュラスな神乳デリバリー風俗                                                        | DVD                 | SONE-525            |                     |
| 2025年2月11日       | あなたのパートナーが目の前にいる時を狙うささやき淫語・パイズリ・背徳感で絶対NTR（寝取る）誘惑美女                                               | DVD                 | SONE-574            |                     |
| 2025年2月11日       | あなたのパートナーが目の前にいる時を狙うささやき淫語・パイズリ・背徳感で絶対NTR（寝取る）誘惑美女                                               | Blu-ray             | 9SONE-574           |                     |
| 2025年3月11日       | 服越しでも分かるKカップが強姦魔の目に留まり、拉致られ、大量媚薬に漬けられオーバードーズ! ペニス中毒トリップ大乱交                               | DVD                 | SONE-620            |                     |
| 2025年3月11日       | 服越しでも分かるKカップが強姦魔の目に留まり、拉致られ、大量媚薬に漬けられオーバードーズ! ペニス中毒トリップ大乱交                               | Blu-ray             | 9SONE-620           |                     |
| 2025年4月8日        | イカセ尽くし | DVD                 | SONE-666            |                     |
| 2025年4月29日       | Kcup グレードアップ 凪ひかる 最新12タイトル12時間BEST                                                                                           | DVD                 | OFJE-506            | 単体ベスト          |
| 2025年4月29日       | Kcup グレードアップ 凪ひかる 最新12タイトル12時間BEST                                                                                           | Blu-ray             | 9OFJE-506           | 単体ベスト          |
| 2025年5月13日       | 女優”凪ひかる”と”緊張”からの解放… 笑顔で気さくでしっかりエロいプライベートモードの凪ひかるが沢山詰まった2人きりの生々ハメ撮りFUCK               | DVD                 | SONE-702            |                     |
| 2025年5月13日       | 女優”凪ひかる”と”緊張”からの解放… 笑顔で気さくでしっかりエロいプライベートモードの凪ひかるが沢山詰まった2人きりの生々ハメ撮りFUCK               | Blu-ray             | 9SONE-702           |                     |

### アダルトVR
| 発売日          | タイトル                                                                                              | 品番            | 備考            |                 |
| 有栖花あか 名義 | 有栖花あか 名義                                                                                       | 有栖花あか 名義 | 有栖花あか 名義 | 有栖花あか 名義 |
| --------------- | --- | --------------- | --------------- | --------------- |
| 2021年8月4日    | 105cmJカップ密着させながら自ら興奮して 裏オプ（本番）誘惑してくる人気No.1おっパブ嬢                   | SIVR-144        |                 |                 |
| 汐世 名義       | |                 |                 |                 |
| 2022年2月22日   | 極上の愛人と最高に燃え上がる温泉不倫                                                                  | SIVR-190        |                 |                 |
| 2022年3月25日   | 彼女の姉のどストライクはまさかの僕!? 彼女の目を盗んで僕をこっそり大胆誘惑VR                           | SIVR-198        |                 |                 |
| 2022年5月24日   | 汐世 × 天井特化 × ナース あなたは寝てるだけ。Jcupド迫力アングル覆い被さり騎乗位スペシャル             | SIVR-210        |                 |                 |
| 2022年12月13日  | 目の前の爆乳に挟まれたい… アナタはそのパイズリに我慢できない。チ●ポをトロットロにするおっぱいビッチVR | SIVR-240        |                 |                 |
| 凪ひかる 名義   | |                 |                 |                 |
| 2024年2月29日   | 揉んで舐めて挟んで揺らして… 圧倒的映像美で独り占めする凪ひかるのJcupおっぱい8Kスペシャル              | SIVR-310        |                 |                 |
| 2024年12月17日  | 見下ろされながら淫語・Kcupパイズリ・杭打ち騎乗位 凪ひかるにとことん痴女られ弄ばれる                   | SIVR-386        |                 |                 |

### イメージビデオ
| 発売日              | タイトル            | メーカー            | 規格                | 品番                | 備考                |
| 「有栖花 あか」名義 | 「有栖花 あか」名義 | 「有栖花 あか」名義 | 「有栖花 あか」名義 | 「有栖花 あか」名義 | 「有栖花 あか」名義 |
| ------------------- | ------------------- | ------------------- | ------------------- | ------------------- | ------------------- |
| 2020年12月25日      | Deep Impact         | Aircontrol          | DVD                 | OAE-205             |                     |
| 2021年8月25日       | 裸神                | Aircontrol          | DVD                 | OAE-212             |                     |
| 「凪 ひかる」名義   |                     |                     |                     |                     |                     |
| 2023年12月12日      | 潮騒Glamorous       | FAIR＆WAY           | DVD                 | FWAY001             |                     |
| 2023年12月12日      | 潮騒Glamorous       | FAIR＆WAY           | Blu-ray             | 9FWAY001            |                     |

### 写真集

#### 紙書籍
有栖花あか 名義
- Big Baby（2020年9月28日、講談社、撮影：西田幸樹）ISBN 978-4-06-521209-7 [5]

汐世 名義
- 愛の炎（2022年1月28日、徳間書店、撮影：柳沢康太）ISBN 978-4-19-865356-9 [22]

凪ひかる名義
- 凪（2023年6月30日、徳間書店、撮影：西田幸樹）ISBN 978-4-19-865644-7 [23]

その他
- ドキュメント8woman 2021-2023 エイトマン女優14人の3年間の軌跡（2023年11月13日、徳間書店、撮影：西田幸樹 / 塩原洋）ISBN 978-4-19-865698-0[24]

#### デジタル配信
有栖花あか名義
- Big Baby（2020年9月26日、講談社、撮影：西田幸樹）※デジタル配信版限定特典カットつき
- Big Baby オール未公開スペシャルEdition vol.1、vol.2、vol.3 100カット超完全版（2020年12月18日、講談社〈FRIDAYデジタル写真集〉、撮影：西田幸樹）

汐世 名義
- Goddess Body（2022年6月30日、講談社〈FRIDAYデジタル写真集〉、撮影：池田亨昭）
- The Queen of Glamorous（2022年6月30日、講談社〈FRIDAYデジタル写真集〉、撮影：池田亨昭）
- Parfait a la mode 100カット超え完全版（2022年6月30日、講談社〈FRIDAYデジタル写真集〉、撮影：池田亨昭）
- ＃Escape 汐世（2022年8月5日、ジーオーティー、撮影：manimanium）

凪ひかる 名義
- 美乳絶佳（2022年11月7日、小学館〈週刊ポストデジタル写真集〉、撮影：西田幸樹）
- impact of J（2025年7月1日、フェア出版、撮影：中山雅文）

その他
- AV最高峰 S級GIRLS GROUP エスワンキャンペーン No.1 Photo Book アイドル版（2022年5月27日、FANZA BEAUTY COLLECTION、撮影：小林弘輔）※汐世名義。「S1 NO.1 STYLE」専属女優27名の撮り下ろし写真を収録。FANZA限定配信。
- AV最高峰 S級GIRLS GROUP エスワンキャンペーン No.1 Photo Book S級版（2022年6月10日、FANZA BEAUTY COLLECTION、撮影：小林弘輔）※汐世名義。「S1 NO.1 STYLE」専属女優27名の撮り下ろし写真を収録。FANZA限定配信。
- S1キャンペーン2023 No.1 Photo Book アイドル版（2023年5月12日、FANZA BEAUTY COLLECTION、撮影：小林弘輔）※凪ひかる名義。「S1 NO.1 STYLE」専属女優30名の撮り下ろし写真を収録。FANZA限定配信。
- S1キャンペーン2023 No.1 Photo Book S級版（2023年6月1日、FANZA BEAUTY COLLECTION、撮影：小林弘輔）※凪ひかる名義。「S1 NO.1 STYLE」専属女優30名の撮り下ろし写真を収録。FANZA限定配信。
- S1キャンペーン 〜20th anniversary〜 No.1 Photo Book 2024（2024年11月12日、FANZA BEAUTY COLLECTION）※凪ひかる名義。「S1 NO.1 STYLE」専属女優9名の撮り下ろし写真を収録。FANZA限定配信。
- 8woman Last Dance 裸女神∞景（2023年8月7日、小学館〈週刊ポストデジタル写真集〉、撮影：西田幸樹）
- 8woman Last Dance 凪ひかる（2023年8月21日、小学館〈週刊ポストデジタル写真集〉、撮影：西田幸樹）
- 8woman Last Dance 凪ひかる × 鷲尾めい ヌルヌル∞天国（2023年8月28日、小学館〈週刊ポストデジタル写真集〉、小学館、撮影：西田幸樹）
- 8woman Last Dance JEWELS（2023年12月17日、小学館〈週刊ポストデジタル写真集〉、撮影：西田幸樹）

## 製品

### トレーディングカード
有栖花あか 名義
- CJ SEXY CARD SERIES VOL.79 有栖花あか OFFICIAL CARD COLLECTION ～あすかの胸で眠りたい～（2021年9月25日、ジュートク）

汐世 名義
- CJ SEXY CARD SERIES VOL.91 汐世 OFFICIAL CARD COLLECTION ～汐の香の誘惑に…～ （2022年9月24日、ジュートク）

### カレンダー
有栖花あか 名義
- 有栖花あか 2022年カレンダー（2021年10月30日、SUNCARAT）
- 卓上 有栖花あか 2022年カレンダー（2021年10月30日、SUNCARAT）

凪ひかる 名義
- 凪ひかる 2024年カレンダー（2023年10月7日、SUNCARAT）
- 卓上 凪ひかる 2024年カレンダー（2023年10月7日、SUNCARAT）